# Scratch Dance
Scratch Dance (Heavenly Bodies) è un film del 1984, diretto da Lawrence Dane e interpretato da Cynthia Dale. Legato ad un filone molto in voga in quegli anni, in seguito al successo di Flashdance, il film mette al centro della storia un personaggio femminile impegnato nella danza, in questo caso quella aerobica.

## Trama
Una piccola palestra di danza aerobica, per riuscire a sopravvivere, si vede costretta a dover lottare contro il proprietario senza scrupoli di un club rivale. Il conflitto si risolverà con una massacrante "Maratona di danza ad oltranza" per stabilire chi sarà il vincitore.

## Promozione

### Slogan
Gli slogan utilizzati per la promozione del film all'epoca della sua programmazione nelle sale cinematografiche statunitensi sono stati: Working out... Reaching high... Dreaming big! e She's reaching for the top, with everything she's got.

### Manifesti
Le grafiche utilizzate per realizzare i manifesti e le locandine del film all'epoca della sua diffusione nelle sale cinematografiche italiane sono state realizzate dall'illustratore Enzo Sciotti.

## Distribuzione
Il film è stato distribuito nelle sale cinematografiche italiane a partire dall'aprile del 1985.

### Data di uscita
Alcune date di uscita internazionali nel corso degli anni sono state:
- 15 dicembre 1984 in Giappone (ヘブンリー・ボディーズ)[7]
- 1º febbraio 1985 negli Canada (Heavenly Bodies))
- 1º febbraio 1985 negli Stati Uniti (Heavenly Bodies))[8]
- 25 aprile 1985 in Italia[9]
- 26 giugno 1985 in Francia (Heavenly Bodies)
- 22 luglio 1985 in Danimarca (Heavenly Bodies)

### Edizioni home video
La pellicola è stata distribuita per il mercato home video statunitense su una videocassetta VHS della Key Video (CBS/FOX Video) con il codice 6844.

## Accoglienza
Negli Stati Uniti la pellicola si è posizionata solamente al 144º posto nella classifica dei film più visti del 1985, incassando un totale di 1839623 $. 
In Italia, nonostante l'attrice protagonista sia stata ospite nella trasmissione "Domenica In" di Rai Uno per la promozione del film, "Scratch Dance" non ha riscosso un buon successo né di pubblico né di critica. 
In Giappone, invece, a differenza di altri paesi in cui è stato distribuito, il film ha avuto un discreto successo e una notevole influenza culturale nel mondo del fitness paragonabile solo a quella avuta da Flashdance l'anno precedente.